# 福島県道238号窪田江栗線
福島県道238号窪田江栗線（ふくしまけんどう238ごう くぼたえぐりせん）は、福島県いわき市にある一般県道である。

## 路線概要
- 起点：いわき市錦町江栗字七反田
- 終点：いわき市錦町江栗字前
- 総延長：0.956 km[1]
  - 実延長：総延長に同じ
- 路線認定年月日：1959年8月31日[2]

### 道路施設
京田橋
- 全長：10.1 m
- 幅員：9.0（18.0） m
- 形式：単純PCプレテンI桁橋
- 竣工：1988年度

勿来町大高字京田に位置する。幅員狭小で混雑が激しく、常磐自動車道の開通に伴いさらなる交通量の増加が見込まれるため、1980年度より当路線の整備事業が進められるに伴い、周辺地区の農業基盤整備排水対策特別事業と併せ建設された。総工費は3000万円。

## 通過する自治体
- いわき市

## 接続・交差する道路
- 茨城県道・福島県道10号日立いわき線（錦町江栗字七反田 起点）
- 福島県道71号勿来浅川線（錦町江栗字前 終点）

## 沿線
- クレハ錦工場